# Chelsea Football Club 1989-1990
Questa voce raccoglie le informazioni riguardanti il Chelsea Football Club nelle competizioni ufficiali della stagione 1989-1990.

## Stagione
Il club londinese termina in quinta posizione il campionato con un totale di sedici vittorie, dodici pari e dodici sconfitte.
Il Chelsea inizia l'FA Cup dal terzo turno, dove pareggia 1-1 contro il Crewe Alexandra, nel replay lo batte 2-0, nel quarto turno viene sconfitto per 1-3 dal Bristol City e quindi eliminato.
Il club londinese inizia la Football League Cup dal secondo turno, dove viene pareggia 1-1 contro lo Scarborough FC all'andata e viene sconfitto dopo i tempi supplementari 2-3 al ritorno, venendo dunque eliminato.
In Full Members Cup i Blues iniziano dal secondo turno dove battono 3-2 dopo i tempi supplementari il Bournemouth FC, nel terzo battono 4-3 il West Ham United, nel in semifinale sconfiggono l'Ipswich Town 3-2 e in finale di area sud battono 2-0 all'andata e al ritorno il Crystal Palace FC. Nella finalissima battono 1-0 il Middlesbrough aggiudicandosi la competizione.

## Maglie e sponsor
Nella stagione 1989-1990 del Chelsea il main sponsor è Commodore, lo sponsor tecnico è Umbro. La divisa primaria è costituita da maglia blu con colletto a polo con decorazioni di bianche e rosse come le estremità delle maniche, è presente una decorazione a "rombi" nel body di colorazione azzurra, pantaloncini e calzettoni sono blu con decorazioni bianche e rosse. La seconda divisa è formata da maglia rossa con colletto a girocollo bordato di bianco, sono inoltre presenti linee orizzontali bianche bordate di blu nel body, i pantaloncini sono rossi con decorazioni blu e i calzettoni sono rossi. La terza è formata da maglia bianca con colletto a V bordato di blu come le estremità delle maniche, pantaloncini bianchi con una decorazione a scacchi grigio chiaro e decorazioni rossoblu, i calzettoni sono bianchi con decorazioni blu.
| Casa | Trasferta | Terza divisa |

## Rosa
Rosa e numerazione sono aggiornati al 31 maggio 1990.
| N. |                        | Ruolo | Calciatore      |
| -- | ---------------------- | ----- | --------------- |
|    | Inghilterra (bandiera) | P     | Dave Beasant    |
|    | Inghilterra (bandiera) | P     | Kevin Hitchcock |
| 6  | Scozia (bandiera)      | D     | Steve Clarke    |
|    | Inghilterra (bandiera) | D     | Jason Cundy     |
|    | Inghilterra (bandiera) | D     | Tony Dorigo     |
|    | Galles (bandiera)      | D     | Gareth Hall     |
| 18 | Norvegia (bandiera)    | D     | Erland Johnsen  |
|    | Inghilterra (bandiera) | D     | Graeme Le Saux  |
|    | Inghilterra (bandiera) | D     | David Lee       |
|    | Paesi Bassi (bandiera) | D     | Kenneth Monkou  |
|    | Inghilterra (bandiera) | D     | Graham Roberts  |
|    | Giamaica (bandiera)    | D     | Frank Sinclair  |

| N. |                             | Ruolo | Calciatore       |
| -- | --------------------------- | ----- | ---------------- |
|    | Inghilterra (bandiera)      | D     | Clive Wilson     |
|    | Inghilterra (bandiera)      | C     | John Bumstead    |
|    | Inghilterra (bandiera)      | C     | Alan Dickens     |
|    | Inghilterra (bandiera)      | C     | Damian Matthew   |
|    | Inghilterra (bandiera)      | C     | Eddie Newton     |
|    | Galles (bandiera)           | C     | Peter Nicholas   |
|    | Inghilterra (bandiera)      | C     | Graham Stuart    |
|    | Inghilterra (bandiera)      | A     | Kerry Dixon      |
|    | Scozia (bandiera)           | A     | Gordon Durie     |
|    | Scozia (bandiera)           | A     | Kevin McAllister |
|    | Irlanda del Nord (bandiera) | A     | Kevin Wilson     |

## Calciomercato
| Arrivi | Arrivi         | Arrivi        | Arrivi   |
| R.     | Nome           | da            | Modalità |
| ------ | -------------- | ------------- | -------- |
| D      | Erland Johnsen | Bayern Monaco | ?        |
| C      | Alan Dickens   | West Ham Utd  | ?        |

| Partenze | Partenze        | Partenze     | Partenze |
| R.       | Nome            | a            | Modalità |
| -------- | --------------- | ------------ | -------- |
| A        | Dave Mitchell   | N.E.C.       | ?        |
| C        | Micky Hazard    | Portsmouth   | ?        |
| A        | Billy Dodds     | Dundee       | ?        |
| P        | Roger Freestone | Swansea City | ?        |
| D        | Joe McLaughlin  | Charlton     | ?        |

## Statistiche

### Statistiche di squadra
| Competizione        | Punti | Totale | Totale | Totale | Totale | Totale | Totale |
| Competizione        | Punti | G      | V      | N      | P      | Gf     | Gs     |
| ------------------- | ----- | ------ | ------ | ------ | ------ | ------ | ------ |
| Campionato          | 60    | 38     | 16     | 12     | 12     | 58     | 50     |
| FA Cup              | -     | 3      | 1      | 1      | 1      | 4      | 4      |
| Football League Cup | -     | 2      | 0      | 1      | 1      | 3      | 4      |
| Full Members Cup    | -     | 6      | 6      | 0      | 0      | 15     | 7      |
| Totale              | -     | 49     | 23     | 14     | 14     | 80     | 65     |